# Aleksandr Aleksandrovich Karelin

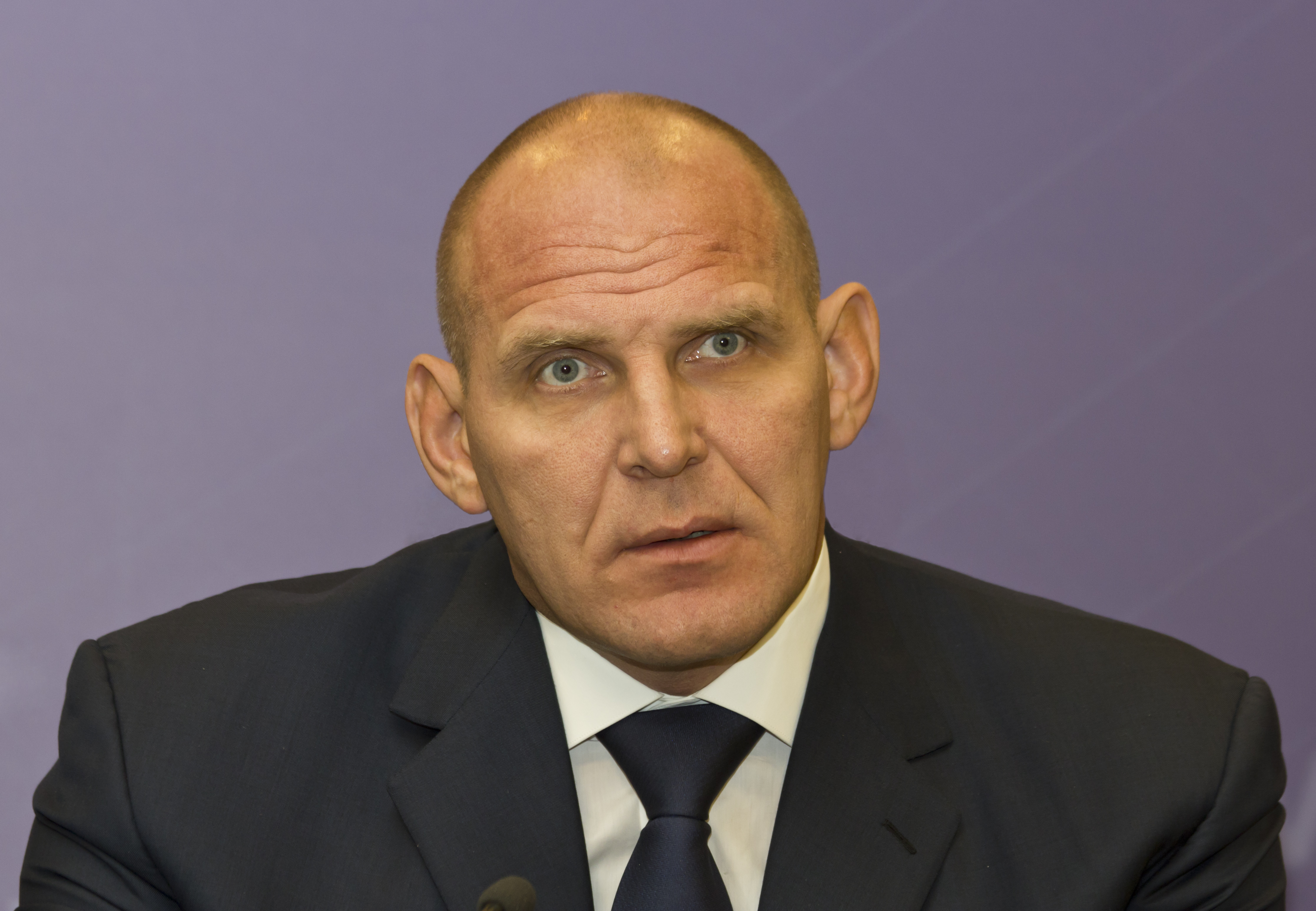

Aleksandr Aleksandrovich Karelin, hay Alexander Karelin, (tiếng Nga: Александр Александрович Карелин; sinh ngày 19 tháng 9 năm 1967 ở Novosibirsk, Cộng hoà xã hội chủ nghĩa Liên bang Nga, Liên Xô) là một Anh hùng Liên bang Nga và nhà đô vật môn vật Hy-La của Liên Xô và của Nga. Ông đã giành huy chương vàng tại các kỳ Thế vận hội năm 1988, 1992, và 1996. Ông được gọi bằng biệt danh "Gấu Nga," "Alexander Đại đế" và "The Experiment". A. A. Karelin chưa bao giờ thua một trận nào từ năm 1987 đến năm 2000 cho đến khi bị đánh bại bởi nhà đô vật Rulon Gardner người Mỹ trong trận tranh huy chương vàng tại Thế vận hội mùa Hè năm 2000. A. A. Karelin được toàn thế giới xem là đô vật quốc tế môn vật Hy-La vĩ đại nhất mọi thời đại.. Ông cũng tham gia giải đô vật chuyên nghiệp và đối đầu với Akira Maeda trong trận đấu thuộc giải đô vật chuyên nghiệp RINGS vào năm năm 1999.